# 上熊属
上熊属（学名：Plionarctos）是一种灭绝的熊属，生存于北美洲的中新世至上新世期间，约1000万至330万年前，存在了大约700万年。
印度熊属（Indarctos ）（约1070万至920万年前）比上熊属晚出现了几千年，与该熊物种共存并共享了它的栖息地。上熊属先于并与Tremarctos floridanus（约490万年前至11000年前）共存，并共享其栖息地。上熊属是短面熊亚科（Tremarctinae）中已知最古老的属，被认为是这个支系的祖先。

## 化石分布
地点和标本年龄：
- 法国普罗旺斯雷托诺岛砾岩，大约在800,000至100,000年前
- 美国佛罗里达州波尔克县Fort Green Mine古生物学遗址，大约在1030万至490万年前
- 美国华盛顿州亚当斯县Taunton遗址（P. harroldorum），大约在490万至180万年前（Plionarctos harroldorum）
- 美国印第安纳州格兰特县Pipe Creek Sinkhole（P. edensis），大约在1030万至180万年前
- 美国佛罗里达州波尔克县Palmetto Mine，大约在790万至780万年前
- 美国田纳西州华盛顿县Gray Fossil Site，大约在7,000,000至4,500,000年前